# Anastasija Kočeržova
Anastasija Borisovna Kočeržova (in russo Анастасия Борисовна Кочержова?; traslitterazione anglosassone Anastasia Borisovna Kocherzhova; Angarsk, 16 ottobre 1990) è una bobbista e velocista russa.

## Biografia
La Kočeržova ha praticato l'atletica leggera ad alto livello competendo nelle discipline veloci e detenendo un primato personale di 23"12 nei 200 metri piani.
Compete dal 2016 come frenatrice per la squadra nazionale russa. Debuttò nella Coppa Nordamericana nel novembre 2016 disputando una sola gara in coppia con Nadežda Sergeeva. Esordì in Coppa del Mondo nella stagione 2016/17, il 3 dicembre 2016 a Whistler dove si piazzò quinta nel bob a due con la Sergeeva.
Ha partecipato ai Giochi olimpici invernali di Pyeongchang 2018, piazzandosi al dodicesimo posto nel bob a due in coppia con Nadežda Sergeeva.
Prese inoltre parte ai campionati europei di Winterberg 2017 vincendo la medaglia d'argento nel bob a con Nadežda Sergeeva, prima medaglia europea in assoluto per la Russia nel bob femminile.

## Palmarès

### Europei di bob
- 1 medaglia:
  - 1 argento (bob a due a Winterberg 2017).

### Atletica leggera
| Anno | Manifestazione | Sede   | Evento      | Risultato | Prestazione | Note |
| ---- | -------------- | ------ | ----------- | --------- | ----------- | ---- |
| 2013 | Universiadi    | Kazan' | 200 m piani | 7ª        | 23"62       |      |
| 2013 | Universiadi    | Kazan' | 4x100 m     | 4ª        | 43"98       |      |